# Okcitanija
Okcitanija ili u izvorniku Occitània je zemlja tj. teritorij na jugozapadu Europe koji odgovara modernom lingvističkom teritoriju okcitanskog jezika. Po nekima Okcitanija je i posebna nacionalnost (i okcitanci poseban narod), dok je po drugima to samo specifičan kulturni i lingvistički prostor. 
Karta Okcitanije se veže direktno na definiciju okcitanskog jezika i kulture.
U ovisnosti o dijalektima, Occitània se može izgovarati kao [utsiˈtanjɔ, uksiˈtanjɔ, usi'tanjɔ, ukʃiˈtanjɔ, uksiˈtanja].

## Ime
Okcitanija tj. Occitània dolazi od latinskog srednjovjekovnog Occitania. Prvi dio riječi, Occ-, je iz okcitanskog òc i izraz lenga d'òc, na talijanskom lingua d'oc, je ime koje Dante daje okcitanskom te oni sami sebe nazivaju "òc" (za razliku od lenga de si kako kažu talijani ili lenga d'oïl po francuzima). Sufiks -itània je vjerojatno imitacija starog imena [Aqu]itània.

## Zemljopis
Okcitanija je prostor koji omeđuju Atlantski ocean i Mediteran), Alpe i Centralni masiv u Francuskoj i Pirineji, u Zapadnoj Europi.
Klima je umjerena.
Populacija se procjenjuje na 14 do 15 milijuna stanovnika. Površina je otprilike 190 000 do 200 000 km2. 
Stanovnici su joj okcitanci.

## Jezici
Jezik koji obilježava Okcitaniju je Okcitanski, koji je u podložnom položaju u Francuskoj (priznavanje regionalnih jezika odobreno je tek Ustavnom reformom iz 2008., no konkretno ne mjenja mnogo na terenu), dok je u Italiji i u Kataloniji kao Aranski, dobio status (trećeg) službenog jezika (od 2006. ovaj status službenog jezika se priznaje na cijelom teritoriju Katalonije).
Osim jezika država i regija (Španjolski i Katalonski, Francuski, Talijanski i Pjemonteški), može se naići i na druge jezike uvezene izraženom ekonomskom migracijom i turističkim putovanima.

## Vanjske poveznice
- (oc) Las Paginas Occitanas, l'art del bon trobar  Arhivirana inačica izvorne stranice od 18. rujna 2008. (Wayback Machine)Annuari Internet dels actors de la cultura
- (oc) IEO Lengadòc  Arhivirana inačica izvorne stranice od 13. lipnja 2013. (Wayback Machine)Seccion Regionala de Lengadòc-Rosselhon de l'Institut d'Estudis Occitans
- (fr.) (šp.) (oc) Conselh Generau d'Aran
- (oc) Lo Cap'òc : Unitat d'animacion pedagogica en occitan, basada a Pau  Arhivirana inačica izvorne stranice od 6. veljače 2007. (Wayback Machine)
- (oc) Comitat d'Afrairament Occitanò-Catalan
- (oc) Sit aranés independent
- (engl.) (fr.) (oc) Danças e músicas tradicionali dau País Niçard e dau Miegjorn
- (engl.) (oc) Grop de fotografia per l'afrairament occitanocatalan